# Forrædernes fest (bog)
Forrædernes fest er en roman fra 2003, skrevet af Philip Reeve. Bogen er anden del af serien De rullende byer.

## Handling
Forrædernes fest, starter et par år efter afslutningen af de dramatiske begivenheder i første bog. Tom og Hester har indgået makkerskab og rejser rundt i det sagnomspundne luftskib Jenny Hanniver. De er godt tilfredse med at have overlevet og forsøger at holde sig skjult. Men da de en dag tilfældigt støder på den verdensberømte historiker og eventyrer Nimrod Pennyroyal og beslutter at tage ham med, går der ikke lang tid, før de igen er jaget vildt …